# جان فلامانغ
جان فلامانغ (بالفرنسية: Jean Flammang)‏ (12 يونيو 1905 – 1 أكتوبر 1990) هو ملاكم لوكسمبورغي راحل، مثّل بلاده في الألعاب الأولمبية الصيفية 1924.

## روابط خارجية
جان فلامانغ على موقع أوليمبيديا (الإنجليزية)